# コバイケイソウ
コバイケイソウ（小梅蕙草、学名：Veratrum stamineum）はユリ目シュロソウ科（メランチウム科: APG植物分類体系による分類）シュロソウ属の多年草。従来の多くの分類体系ではユリ科に分類されていた。

## 特徴
山地草本の中では大型で、高さは1mほどになる。6月から8月に穂の先に白い花をつける。花茎の先端部は両性花、横に伸びる花は雄花である。群生することが多く、初夏の山を代表する花の一つ。光沢があり、硬く葉脈がはっきりとした長楕円形の葉が互生する。
有毒であり、全草にプロトベラトリン等のアルカロイド系の毒成分を持つ。誤食すると嘔吐や痙攣を起こし、血管拡張から血圧降下を経て、重篤な場合死に至る。若芽は山菜のオオバギボウシやノカンゾウの若芽に似ており、誤食による食中毒が毎年のように発生しているため注意が必要
。
名前の由来は、花が梅に似ており、葉が蕙蘭に似ているため。

## 分布と生育環境
日本の本州中部地方以北、北海道に分布し、山地から亜高山の草地や湿地のような、比較的湿気の多いところに生える。

## 写真

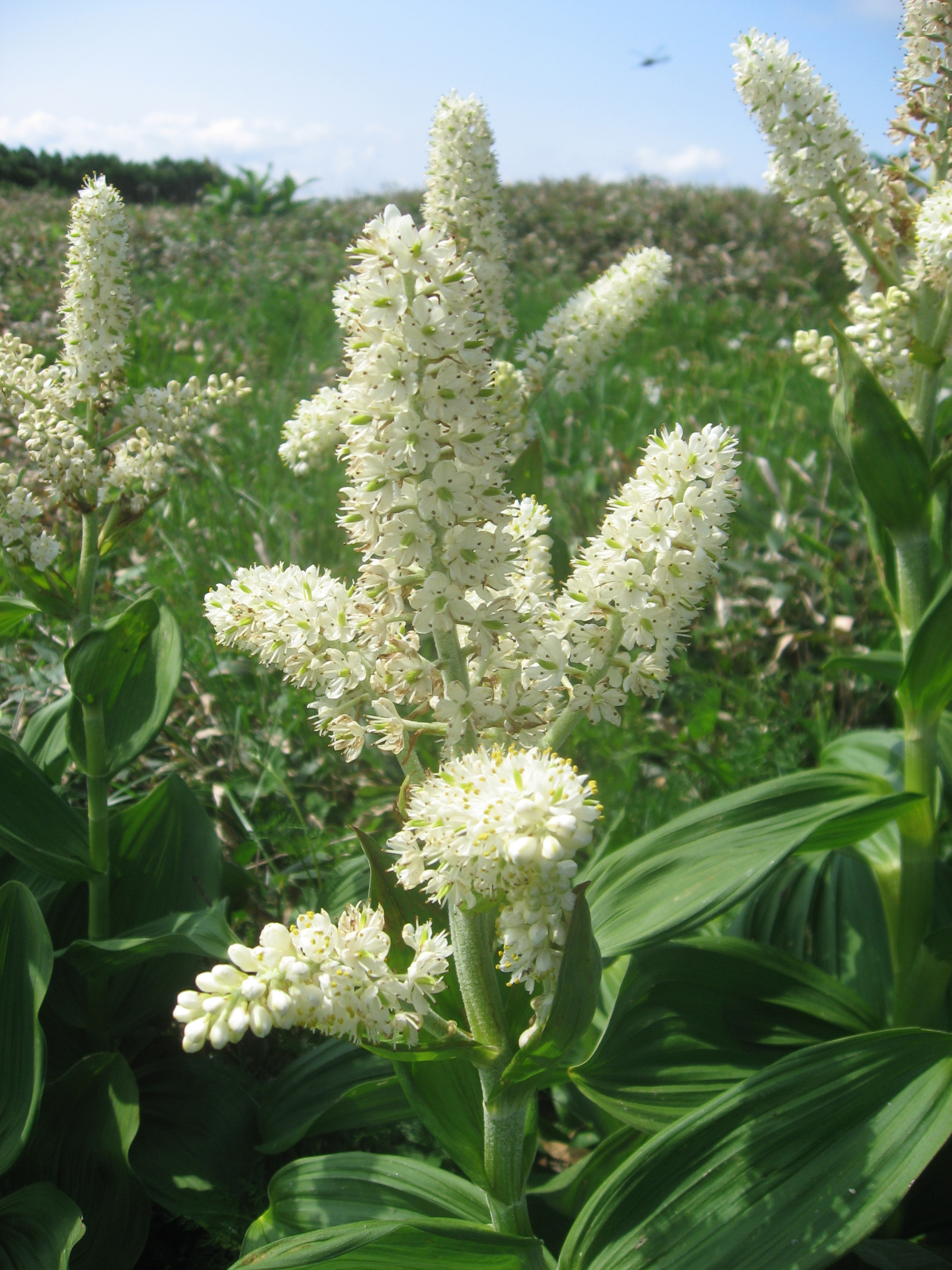
福島県会津地方 2008年8月
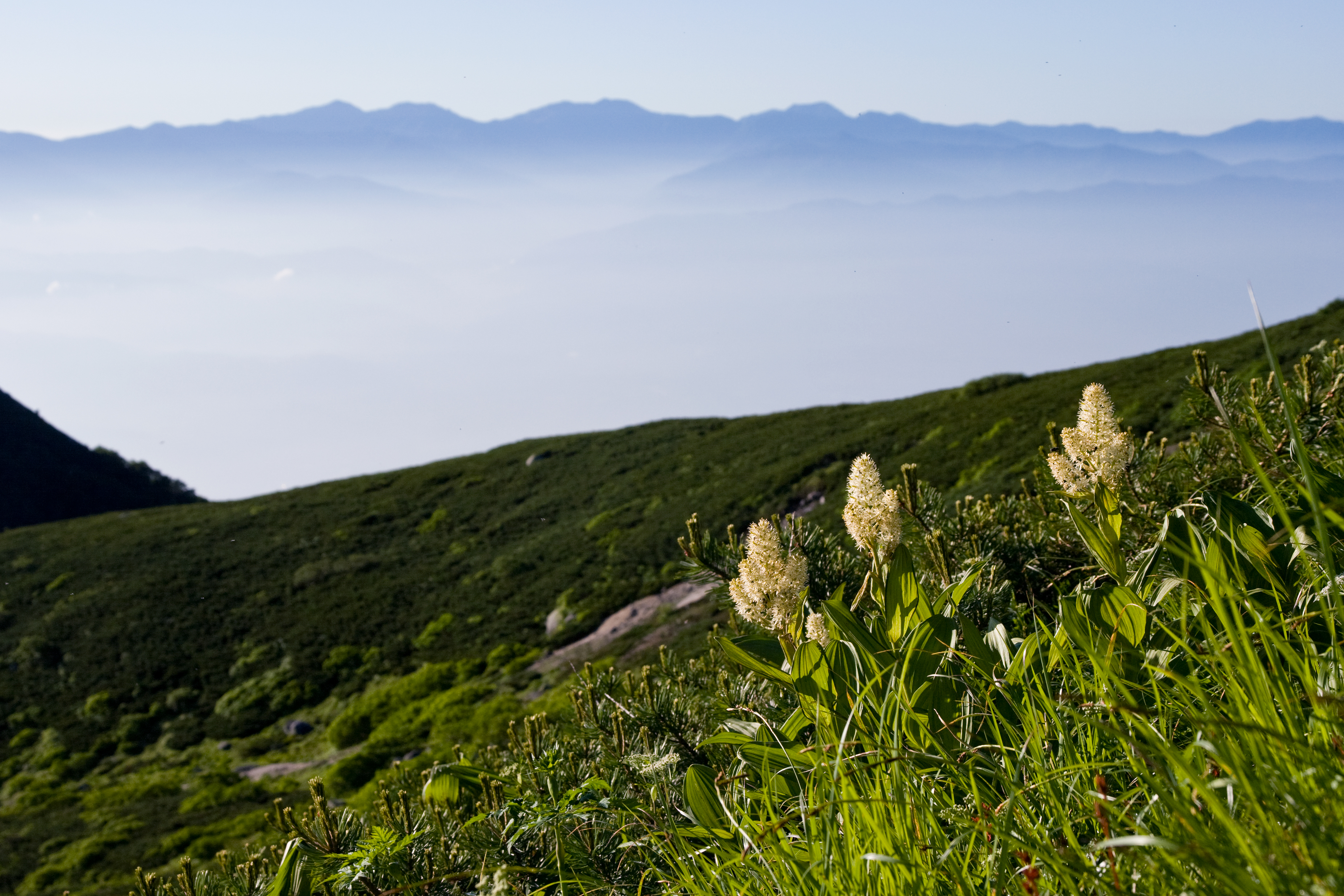
コバイケイソウと南アルプス （空木平カール・2009年8月）
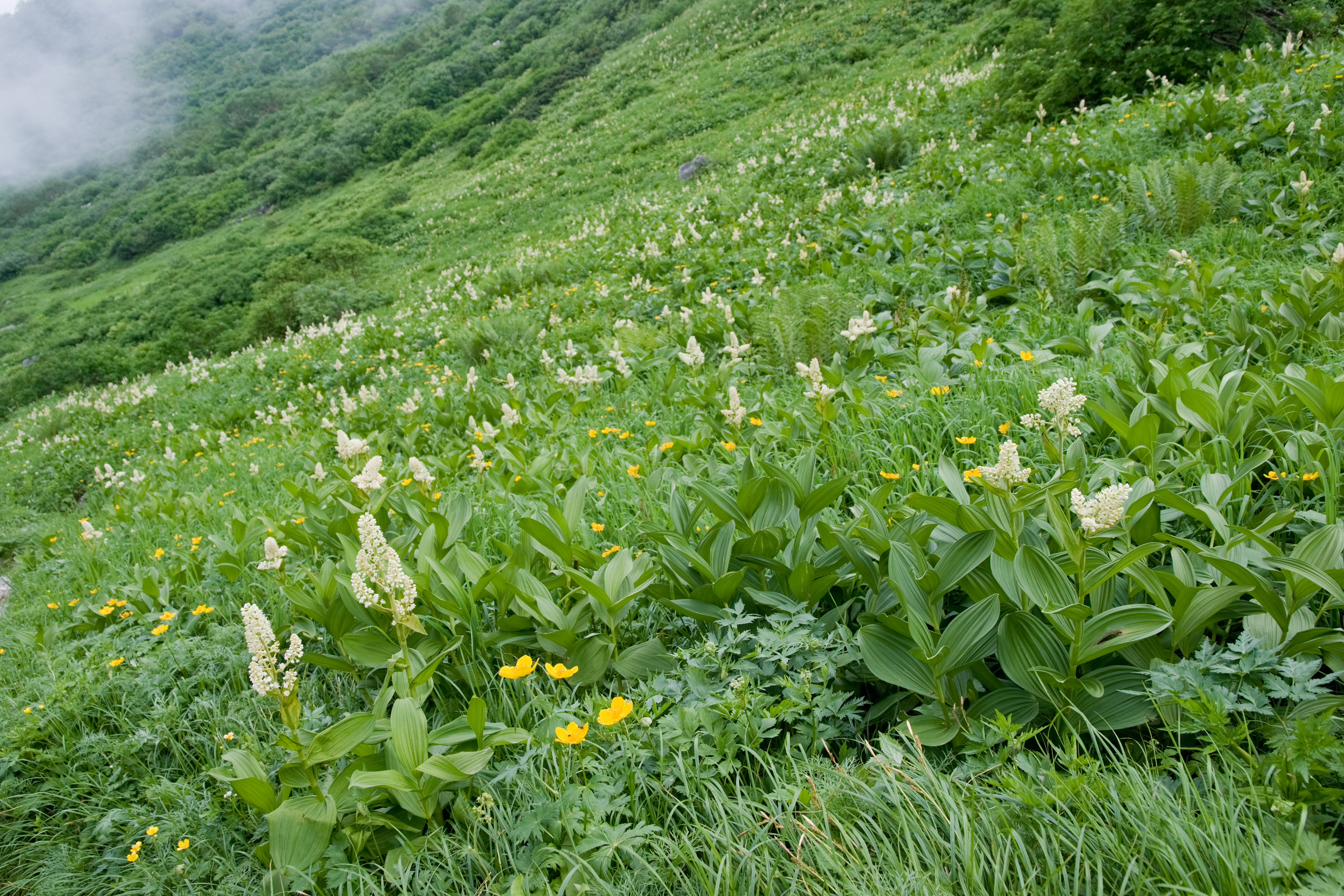
コバイケイソウの群生（摺鉢窪カール・2009年8月）
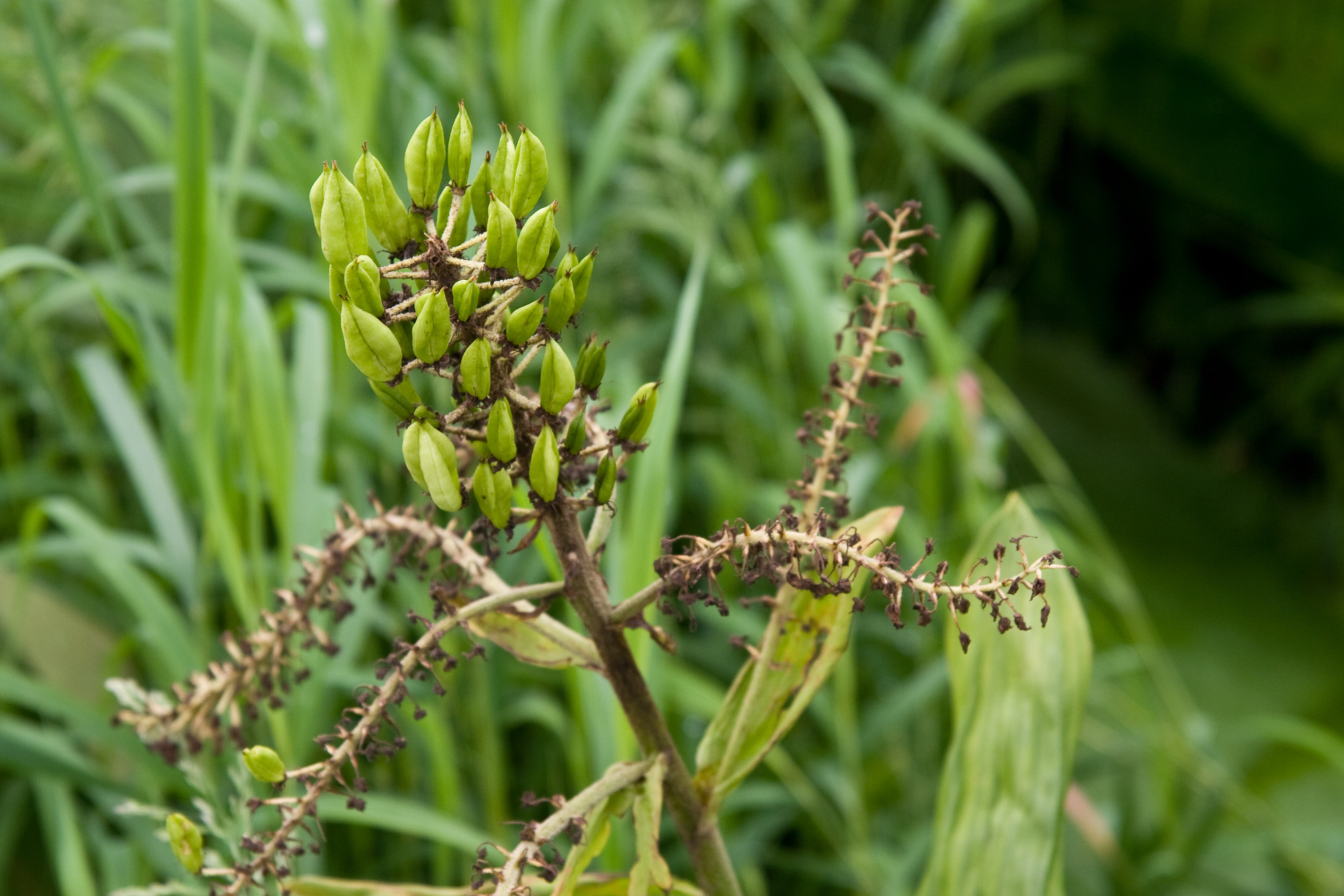
コバイケイソウの実（白馬岳・2011年8月）
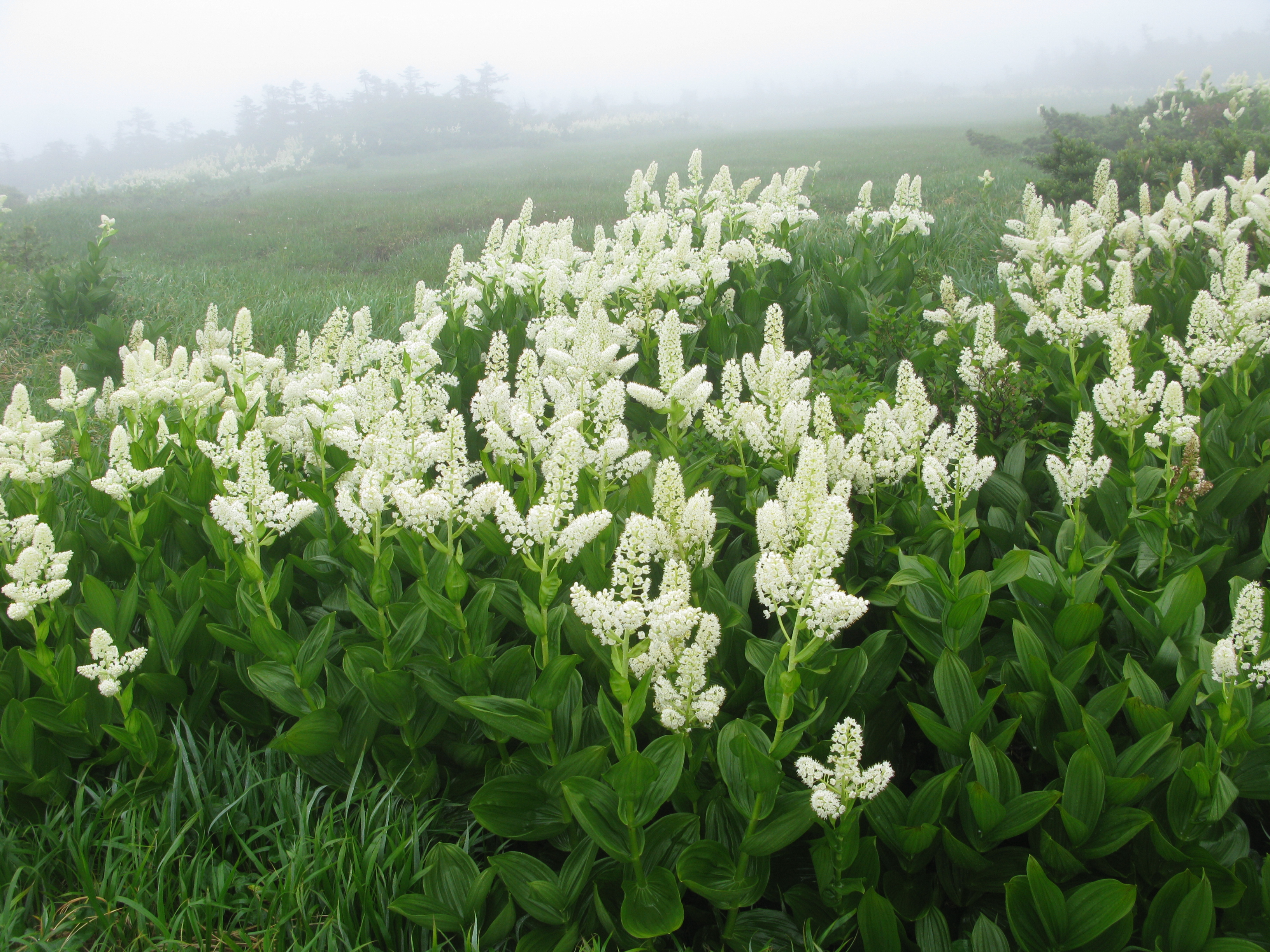
西吾妻山 2013年7月
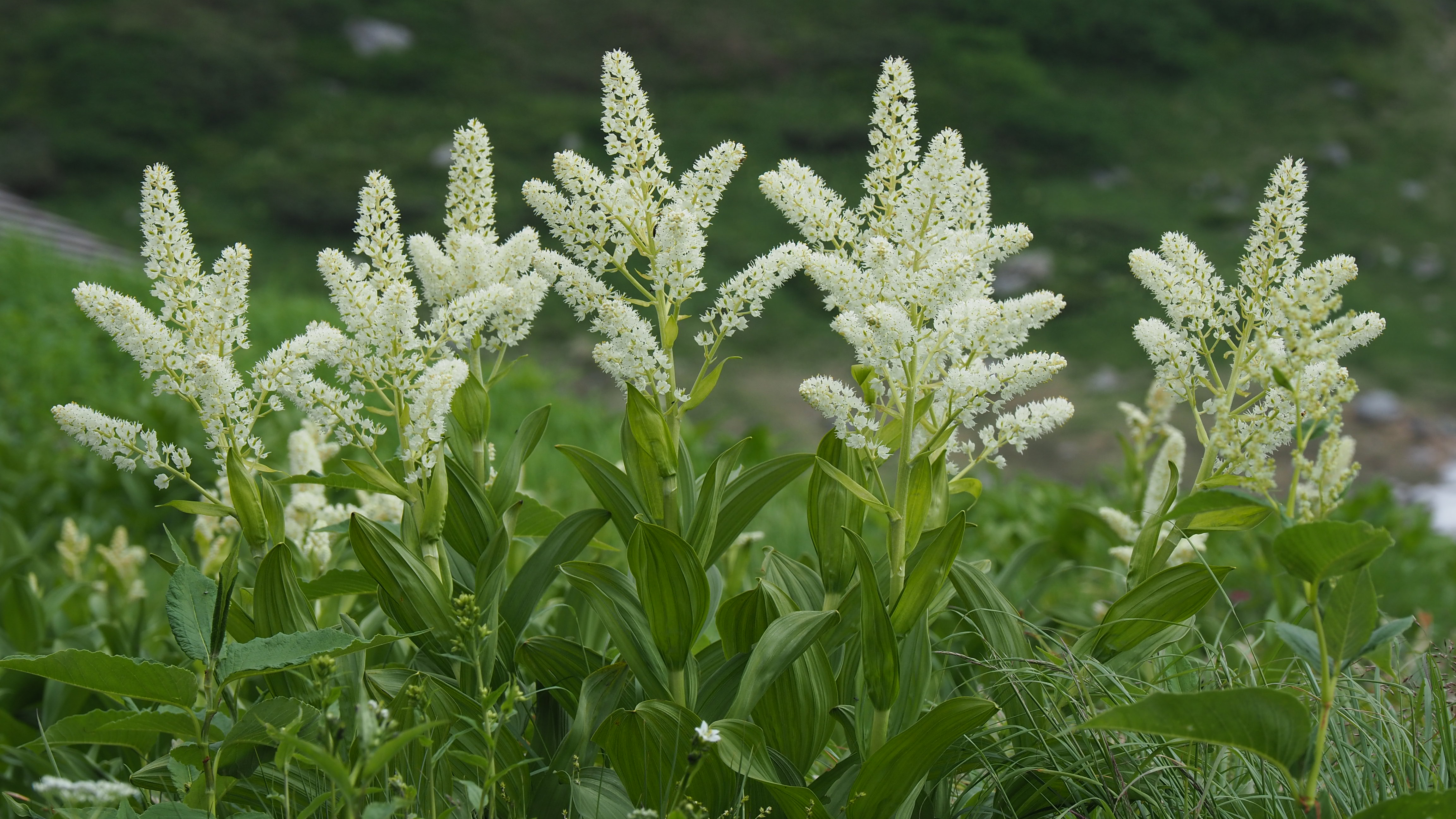
コバイケイソウ（富山県立山町・2022年7月）